# Dresslerella hirsutissima
Dresslerella hirsutissima är en orkidéart som först beskrevs av Charles Schweinfurth, och fick sitt nu gällande namn av Carlyle August Luer. Dresslerella hirsutissima ingår i släktet Dresslerella och familjen orkidéer. Inga underarter finns listade i Catalogue of Life.